# アンリ・クルティーヌ

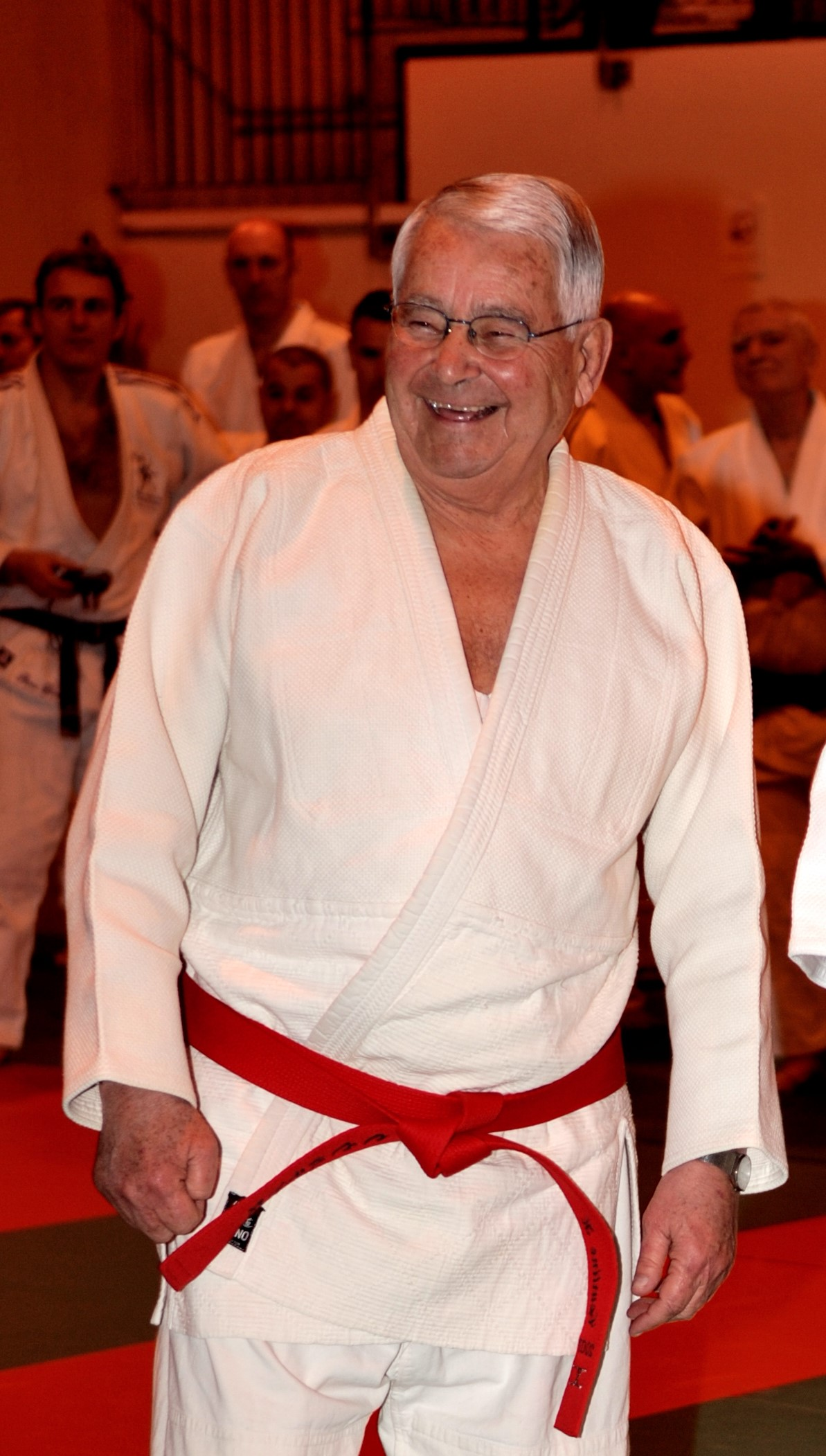
アンリ・クルティーヌ（2008年）

アンリ・クルティーヌ（Henri Courtine 1930年5月11日 - 2021年2月20日）はフランスの柔道家。1956年世界柔道選手権大会に出場、準決勝で夏井昇吉に敗れてアントン・ヘーシンクと共に銅メダルを獲得した。またヨーロッパ選手権個人で3度優勝（1952年、1958年、1959年）、団体でも4度優勝した。
2007年、フランスの柔道家として初めて10段を獲得した。